# Kirbya turkmenica
Kirbya turkmenica är en tvåvingeart som beskrevs av Richter 1995. Kirbya turkmenica ingår i släktet Kirbya och familjen parasitflugor.
Artens utbredningsområde är Turkmenistan. Inga underarter finns listade i Catalogue of Life.